# Oreopitec
L'oreopitec (Oreopithecus bambolii) és una espècie prehistòrica de primat que visqué durant en el Miocè. Els seus fòssils han estat estat trobats a Itàlia, especialment a la Toscana i Sardenya, i a l'est de l'Àfrica. A data de juny de 2007 se n'havien trobat les restes de 50 individus a les mines de la Muntanya Bamboli, lloc d'on rep la denominació taxonòmica, a Baccinello, Montemassi, Casteani, i Ribolla, el que fa d'Oreopithecus un dels simis amb més restes fòssils. El nom binomial científic del gènere ve del grec oros, 'muntanya', i pithekos, 'mona'. El nom específic bambolii es refereix a un dels llocs on s'han trobat les seves restes fòssils i el conjunt es podria traduir com a 'mona muntanyenca del Bamboli'.

## Història evolutiva
Oreopithecus evolucionà en aïllament d'altres animals, almenys fa dos milions d'anys, a les illes de la Mediterrània en les quals es trobava la Toscana d'avui en dia. Una fase freda del clima de fa uns nou milions d'anys va transformar una illa tropical en una de temperada, una característica dels biomes d'Europa en aquell temps.
Allà no hi havia grans depredadors i els simis no tenien cap enemic natural. Després, probablement, durant l'Edat de Gel quan el nivell del mar va caure a tot el món, va emergir un gran pont que va connectar les illes amb terra continental, portant noves espècies, entre elles grans depredadors que feren del simi dels aiguamolls preses fàcils. Aquest estrany primat va córrer la mateixa sort que moltes espècies de mamífers que evolucionaren en aïllament a Sud-amèrica, quan era una illa aïllada fins que es va unir a Nord-amèrica per un pont de terra i moltes espècies de mamífers, en especial depredadors procedents de la regió holàrtica, van provocar l'extinció de les seves possibles preses o dels seus competidors meridionals.